# 托倫特峰
46°22′39″N 7°40′42.4″E / 46.37750°N 7.678444°E

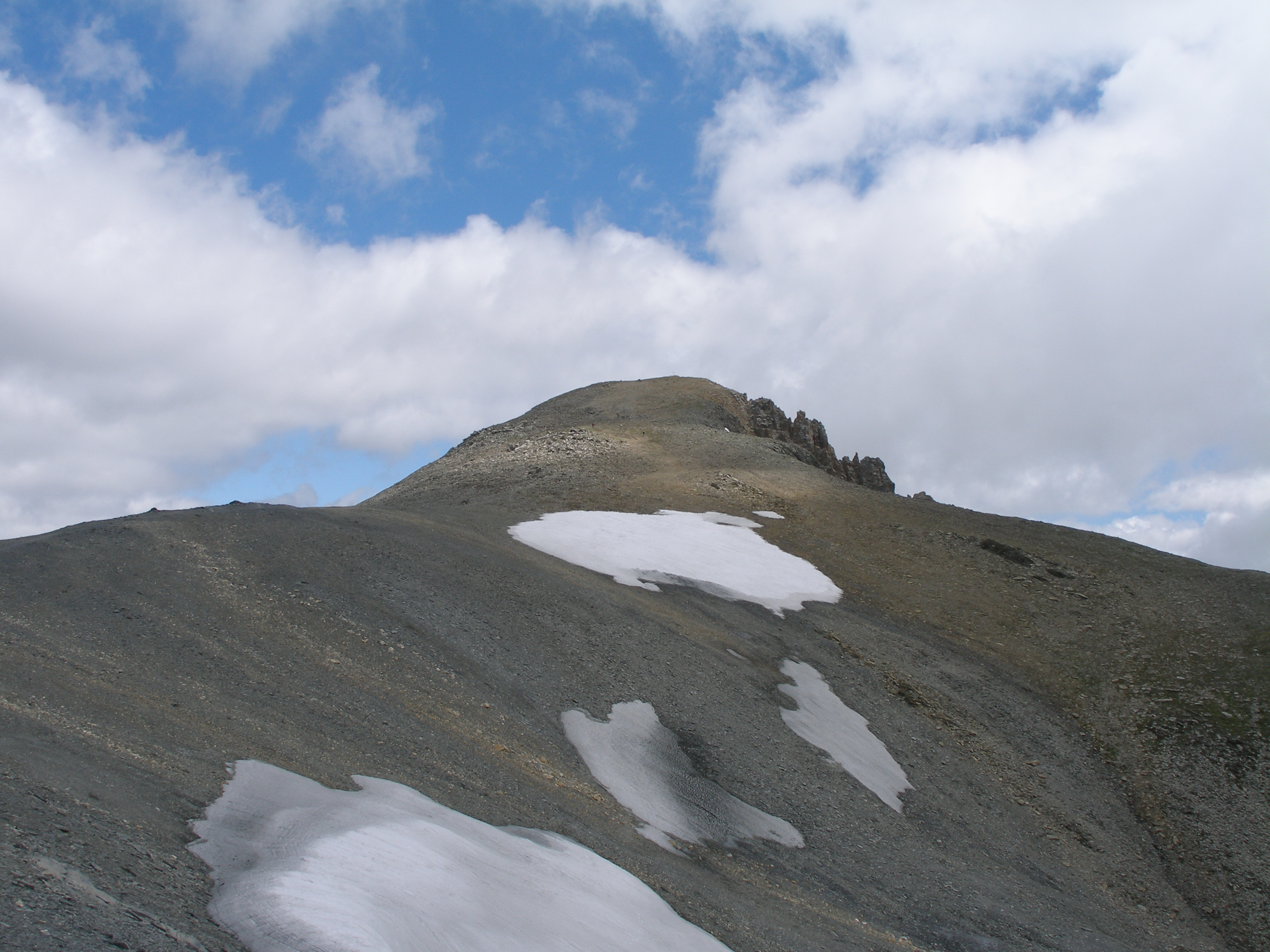

托倫特峰（德語：Torrenthorn）是瑞士瓦萊州的山峰，位於該國南部，屬於伯尔尼山的一部分，海拔高度2,998米，每年平均降雨量1,585毫米。

## 外部連結
- Torrenthorn on Hikr （页面存档备份，存于）
- Climb account from the cablecar station at the Rinderhütte